# Маяк острова Пруденс
Маяк острова Пруденс (англ. Prudence Island Light), также известный как Маяк Сэнди-Пойнт (англ. Sandy Point Light)  — маяк, расположенный на мысе Сэнди-Пойнт на острове Пруденс в заливе Наррагансетт, округ Ньюпорт, штат Род-Айленд, США. Построен в 1823 году. Автоматизирован в 1961 году. 

## История
Города Провиденс и Ньюпорт, одни из первых английских поселений в Северной Америке, были крупными центрами промышленности и торговли в XVIII-XIX веках. Для обеспечения навигации до них через залив Наррагансетт, в котором находится множество больших и малых островов, было построено несколько маяков. В 1824 году был построен маяк Ньюпорт-Харбор. Он представлял собой каменную башню высотой 6 метров и каменный дом смотрителя. Но первоначальное место маяка оказалось неудачным: многие корабли продолжали налетать на мель к северу от острова Гоут, и в начале 1830-х было решено построить дамбу и переместить маяк севернее. 28 сентября 1850 года Конгресс США выделил 3 500$ на строительство маяка на острове Пруденс. Однако вместо строительства новой башни маяка было принято решение установить старую башню маяка гавани Ньюпорта. В 1851 году она была демонтирована и перемещена на остров Пруденс, где остаётся и по сей день в качестве маяка острова Пруденс, который был введён в эксплуатацию в январе 1852 года. На маяк была установлена линза Френеля. Деревянный дом смотрителя был построен в 60 метрах от башни маяка. В 1884 году была построена противотуманная колокольня. В 1938 году Новоанглийский ураган разрушил дом смотрителя. В 1961 году Береговая охрана США автоматизировала маяк.
В 1988 году он был включен в Национальный реестр исторических мест.

## Фотографии
- открытка 1910 года